# Meg Wolitzer
Meg Wolitzer (Brooklyn, 28 de mayo de 1959) es una novelista estadounidense, reconocida por sus obras The Wife, The Ten-Year Nap, The Uncoupling, The Interestings y The Female Persuasion.

## Biografía
Wolitzer nació en Brooklyn y se crio en Syosset, Nueva York, hija de la novelista Hilma Wolitzer y del psicólogo Morton Wolitzer. Fue criada como judía. Estudió escritura creativa en el Smith College y se graduó en la Universidad Brown en 1981. Escribió su primera novela, Sleepwalking, una historia de tres universitarias obsesionadas con la poesía y la muerte, cuando aún era estudiante. La novela se publicó finalmente en 1982. Sus siguientes libros incluyen Hidden Pictures (1986), This Is Your Life (1988), Surrender, Dorothy (1998), The Wife (2003), The Position (2005), The Ten-Year Nap (2008), The Uncoupling (2011) y The Interestings (2013). Su relato "Tea at the House" fue presentado en la colección Best American Short Stories de 1998. Su novela enfocada a un público adolescente, The Fingertips of Duncan Dorfman, fue publicada en 2011.
Ha enseñado escritura creativa en el Taller de Escritores de la Universidad de Iowa, en el Skidmore College y, más recientemente, fue artista invitada en la Universidad de Princeton. En la última década también ha enseñado en el programa de Máster en Escritura Creativa de Stony Brook Southampton, en la Conferencia de Escritores de Southampton y en el Taller de Escritores de Florencia. Tres películas se han basado en su trabajo: This Is My Life, con guion y dirección de Nora Ephron, la película para televisión de 2006 Surrender, Dorothy y el drama de 2017 The Wife, protagonizado por Glenn Close.

### Novelas
- Sleepwalking (1982)
- Hidden Pictures (1986)
- This Is Your Life (1988)
- Friends for life (1994)
- Surrender, Dorothy (1998)
- The Wife (2003)
- The Position (2005)
- The Ten-Year Nap (2008)
- The Uncoupling (2011)
- The Fingertips of Duncan Dorfman (2011)
- The Interestings (2013)
- Belzhar (2014)
- The Female Persuasion (2018)
- To Nightowl From Dogfish (2019)